# Wolfgang Mager
Wolfgang Mager (* 24. srpna 1952, Kamenec) je bývalý východoněmecký veslař.
Je dvojnásobným olympijským vítězem. Na Letních olympijských hrách 1972 v Mnichově získal zlatou medaili na dvojce bez kormidelníka a na Letních olympijských hrách 1976 v Montrealu na čtyřce bez kormidelníka.